# Vigne (Cesena)
Vigne (Al Végni, in dialetto romagnolo) è una zona urbana di Cesena, situata a nord della stazione ferroviaria e appartenente al quartiere Cervese Sud. È ironicamente definita tuttora con il soprannome Bronx dagli anni settanta, quando in essa si registravano alti tassi di microcriminalità.

## Storia
Il nucleo centrale dell'abitato nasce tra il 1956 e il 1960 come quartiere popolare INA Casa su terreni, poco più di sei ettari complessivi, precedentemente destinati alla coltivazione agricola. Il progetto è opera dell'architetto Saul Bravetti, coadiuvato dai colleghi Ilario Fioravanti, Renato Marchisio e dall'ingegnere Giovanni Turchi. Si caratterizza per la disposizione irregolare degli edifici, collegati tra loro da un insieme di stretti vicoli pedonali e da un gran numero di piccole aree verdi.

## Sport
Le Vigne vantano una propria formazione calcistica militante nel campionato di Seconda Categoria, il Gp Vigne. Altre tre formazioni locali sono impegnate nei campionati cesenati Csi.
È inoltre attivo anche un Gruppo Ciclistico, il Gc Vigne.